# 仙后座μ
仙后座μ，又名BD+54 223，HD 6582、SAO 22024、HR 321，是仙后座的一颗恒星，视星等为5.17，位于銀經125.32，銀緯-7.85，其B1900.0坐标为赤經1h 1m 36.8s，赤緯+54° -7.85′ 47″。